# Ejército Secreto Anticomunista
El Ejército Secreto Anticomunista (acortado como ESA) fue una organización fachada que operó en Guatemala y El Salvador durante la Guerra Civil Guatemalteca. Al igual que otras organizaciones, la ESA existió como fachada para un programa encubierto de asesinatos selectivos por parte de los servicios de seguridad guatemaltecos. La primera documentación al respecto provino del New York Times el 4 de agosto de 1977.
El ESA dio a conocer ampliamente su existencia durante la agitación provocada por las huelgas de tarifas de autobuses de septiembre de 1978  en la ciudad de  Ciudad de Guatemala. El 18 de octubre de 1978, la ESA redactó el primero de una serie de boletines públicos que contenían "listas de muerte" de personas que la organización consideraba "comunistas". Afirmaba ser independiente, pero estaba coordinado y atendido por miembros de los servicios militares y de seguridad, supuestamente dirigidos por el Coronel Germán Chupina Barahona, (fallecido en 2008) director general de la Policía Nacional de Guatemala (PN) de 1978 a 1982. En muchas ocasiones, las listas de objetivos fueron proporcionadas por el ministro del Interior, Donaldo Álvarez Ruiz. 

## Historia

### Trasfondo
Los incidentes de alto perfil atribuidos oficialmente a ESA alcanzaron su punto máximo en Guatemala entre 1978 y 1980, u primero estuvieron dirigidos a académicos que estaban involucrados en la política progresista. 
Este modelo del uso de fuerzas paramilitares fue usado de amplia manera en las guerras civiles de ambos países, las cuáles hacían uso del terrorismo e intimidación para disolver o amedrentar organizaciones sociales o de masas.
Como mecanismo para fomentar el terror y evadir la rendición de cuentas por el programa de asesinatos, el gobierno del general Fernando Romeo Lucas García emprendió una intensa campaña publicitaria en la que publicaba estadísticas periódicas a la prensa sobre asesinatos políticos y desapariciones de personas a quienes etiquetaba explícitamente como "criminales". y "subversivos". Portavoces de la Policía Nacional dijeron a la prensa de la ciudad de Guatemala en 1979 que la ESA había matado a 3,252 "subversivos" sólo entre enero y octubre de ese año.
También se llevaron a cabo asesinatos políticos en El Salvador en nombre de la ESA durante el apogeo del terror interno, que comenzó en 1980 pero se intensificó alrededor de 1983. Las fuentes sugieren que la ESA era operada principalmente por la Policía Nacional Salvadoreña y estaba dirigida por detective Edgar Pérez Linares. Linares fue un actor clave en las operaciones de los escuadrones de la muerte de la Policía Nacional dirigidos por el jefe de inteligencia de la Policía Nacional, Arístides Márquez. A Linares se le atribuye haber capturado a tres comandantes guerrilleros izquierdistas y convertirlos en un trío de asesinos conocidos como los "angelitos", que asesinaron sistemáticamente a guerrilleros clandestinos y colaboradores y fueron fundamentales para romper la infraestructura urbana del FMLN. Existían conexiones entre los militares y la extrema derecha de Guatemala y El Salvador, y en un momento el jefe de la Policía Nacional de El Salvador, coronel Reynaldo López Nuila, y el director de la academia de policía salvadoreña visitaron Guatemala para recibir asesoramiento contrainsurgente y habían establecido vínculos dentro de la servicios de seguridad. A pesar de su posición ante las fuerzas guerrilleras, el ESA no siempre estuvo de acuerdo con las maniobras realizadas por el estado guatemalteco, además de considerar insuficiente las ofensivas contra los guerrilleros.
No está claro si la ESA estaba controlada por operadores estatales o funcionaba como una organización paramilitar independiente después del fin del gobierno militar en Guatemala en 1986. La ESA resurgió en 1988 en Guatemala durante una renovada ola de asesinatos y desapariciones. 

## Atentados relevantes
Uno de los primeros atentados vinculados a la ESA junto a los servicios de seguridad del Estado, fue el asesinato de Oliverio Castañeda de León, ocurrido el 20 de octubre de 1978, la presidente de la Asociación de Estudiantes Universitarios (AEU), Oliverio Castañeda de León, el 20 de octubre de 1978, quien fue acribillado a una cuadra del aproximadamente a una cuadra del Palacio Nacional, la ciudad de Guatemala, sin que interviniera la Policía Nacional. El nombre de Castañeda había aparecido, entre otros, en un boletín donde venía una lista de muerte de la ESA publicado dos días antes. Su sucesor como presidente del AEU, Antonio Ciani García de León, (cuyo nombre aparecía en la lista), fue detenido el 6 de noviembre de 1978 y "desaparecido".
Estuvo el intento de asesinato el 10 de junio de 1980 del líder estudiantil Víctor Manuel Valverth, quien fue capturado a punta de pistola en la Universidad de San Carlos por dos hombres vestidos de civil que afirmaban pertenecer a la ESA. Valverth intentó huir y recibió varios disparos, pero sobrevivió. Los agresores fueron golpeados y uno murió cuando las tropas ingresaron al campus a rescatar a los hombres. Se encontraron tarjetas de identificación de los agresores de la Esa, que vinculaban a uno con la sección S-2 (inteligencia militar) de la base militare  "General Aguilar Santa María" en Jutiapa y el otro con el Servicio Especial de la Policía de Hacienda.
El ESA siguió con su campaña de asesinatos y secuestros, a fines de la década e inicios de los años 80´s. El 23 de marzo de 1980, miembros del ESA secuestraron, torturaron y ejecutaron a Julio César del Valle Cobar, líder estudiantil y egresado de la Facultad de Ciencias Económicas de la Universidad de San Carlos de Guatemala, además de su asesinato, el ESA asesino a dos de sus compañeros Iván Alfonso Bravo Soto, de Medicina, y Marco Tulio Pereira Vásquez. Tres días después, el ESA se adjudicó el asesinato de Alfonso Figueroa, abandonando su cuerpo en la Ciudad de Guatemala. En mayo de 1980, el ESA atacó un centro universitario en Quetzaltenango, dejando daños materiales,
El 28 de mayo del mismo año, es asesinado el diputado Hamilton Noriego, El 27 de junio del mismo año, se registra un asalto contra la imprenta y el hogar del director del periódico salvadoreño El Independiente, en el municipio de Apopa, dejando graves daños materiales. A partir de los años 80´s, el grupo comenzó su actividad armada en El Salvador.
El 5 de julio, es secuestrado, torturado y asesinado el abogado y profesor universitario Axel Donaldo Corado Contreras.
El 20 de septiembre de 1985, es secuestrado el ministro de economía de El Salvador, Amílcar Martínez Arguera, al cual acusaron de traición. No fue hasta el 13 de diciembre, que es secuestrada dos días antes, torturada y asesinada la profesora Beatriz Eugenia Barrios Marroquin, hallando su cuerpo en el municipio de Palín, Departamento de Escuintla.
El último ataque registrado del ESA fue el 28 de diciembre de 1989, en las oficinas de Cruz Roja en Guatemala.